# Klaus Schimmöller
Klaus Schimmöller (* 18. April 1941 in Rosenheim) ist ein deutscher römisch-katholischer Geistlicher.

## Leben
Schimmöller wurde 1967 zum Priester für das Bistum Eichstätt geweiht und wurde Kaplan in Schwabach. Nach weiterführenden Studien wurde er 1972 Fortbildungsleiter im Schulreferat und Domvikar. 1983 wurde er zum Leiter der Schulabteilung und zum Domkapitular ernannt. Seit 1984 ist er Diözesanrichter am Bischöflichen Offizialat. 1991 wurde er zum stellvertretenden Vorsitzenden der Konferenz der Leiter der Schulabteilungen der deutschen Diözesen gewählt und anschließend ab 1996 bis 2001 zum Vorsitzenden. 2004 erfolgte dann die Wahl zum Domdekan. 2008 wurde er von Papst Benedikt XVI. zum Ehrenprälaten Seiner Heiligkeit ernannt und erhielt im Oktober 2008 das Bundesverdienstkreuz am Bande. 2010 wurde er zum Dompropst ernannt und ging ein Jahr später in Ruhestand. Seitdem wirkt er in Gerolfing.
Als erstes ehemaliges Mitglied des Domkapitels äußerte er sich kritisch zum Prüfbericht über den Finanzskandal im Bistum Eichstätt, der im Februar 2019 erschien.